# Kasteel van Malmaison
Het Kasteel van Malmaison is een kasteel gelegen in Rueil-Malmaison, in het Franse departement Hauts-de-Seine (regio Île-de-France), enkele kilometers ten westen van Parijs. Het is vooral bekend als de woning van Napoleon I en zijn vrouw Joséphine de Beauharnais. Het museum Musée des châteaux de Malmaison et de Bois-Préau maakt deel uit van de Réunion des musées nationaux et du Grand Palais des Champs-Élysées.

## Geschiedenis
In de zesde eeuw stond op de plaats van het huis al een koninklijke villa, met de naam mala-mansio, die eigendom was van een zoon van de Frankische koning Clovis I. In het begin van de 17e eeuw werd het landhuis zoals wij dat nu kennen gebouwd.
De echtgenote van Napoleon I, de latere keizerin Joséphine de Beauharnais woonde er in de buurt. Zij besloot het huis te kopen. Ten tijde van de aankoop in april 1799 was Napoleon nog gewoon generaal en op veldtocht in Egypte. Joséphine kocht het huis voor 300.000 geleende francs en had daarmee de verwachte buit uit Egypte alvast uitgegeven. Napoleon was daar niet blij mee, want het pand deed zijn naam (slecht huis) eer aan en moest dringend gerenoveerd worden.

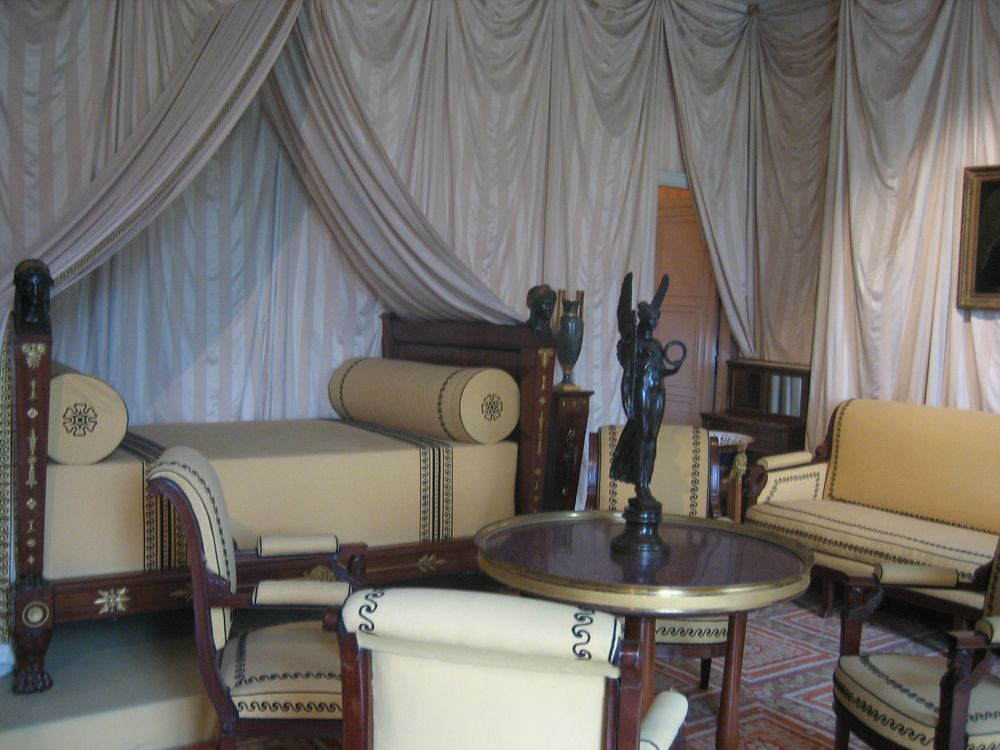
Interieur van de slaapkamer

In december 1799 kwam Napoleon via de Staatsgreep van 18 Brumaire aan de macht. Hij was nu in staat om de lening af te betalen en woonde samen met Joséphine in Malmaison. Feitelijk was Napoleon nu eigenaar van de woning. Het huis werd verbouwd in Empirestijl door twee Franse architecten, die beïnvloed waren door Piranesi. De ingang kreeg de vorm van een legertent, evenals de slaapkamer, ter herinnering aan zijn tocht naar Egypte. In de salon kwamen schilderijen met taferelen uit de Ossiansage. In de tuin kwam een openluchttheater, een passie van Napoleon, die zijn familie en personeel liet optreden. Joséphine speelde patience of bemoeide zich met de parkaanleg. Officiële zaken handelde hij af in het Tuilerieënpaleis. Bij de zeldzame gelegenheden dat Napoleon in de Nederlanden verbleef woonde hij in het Kasteel van Laken.

## De Rozenkeizerin

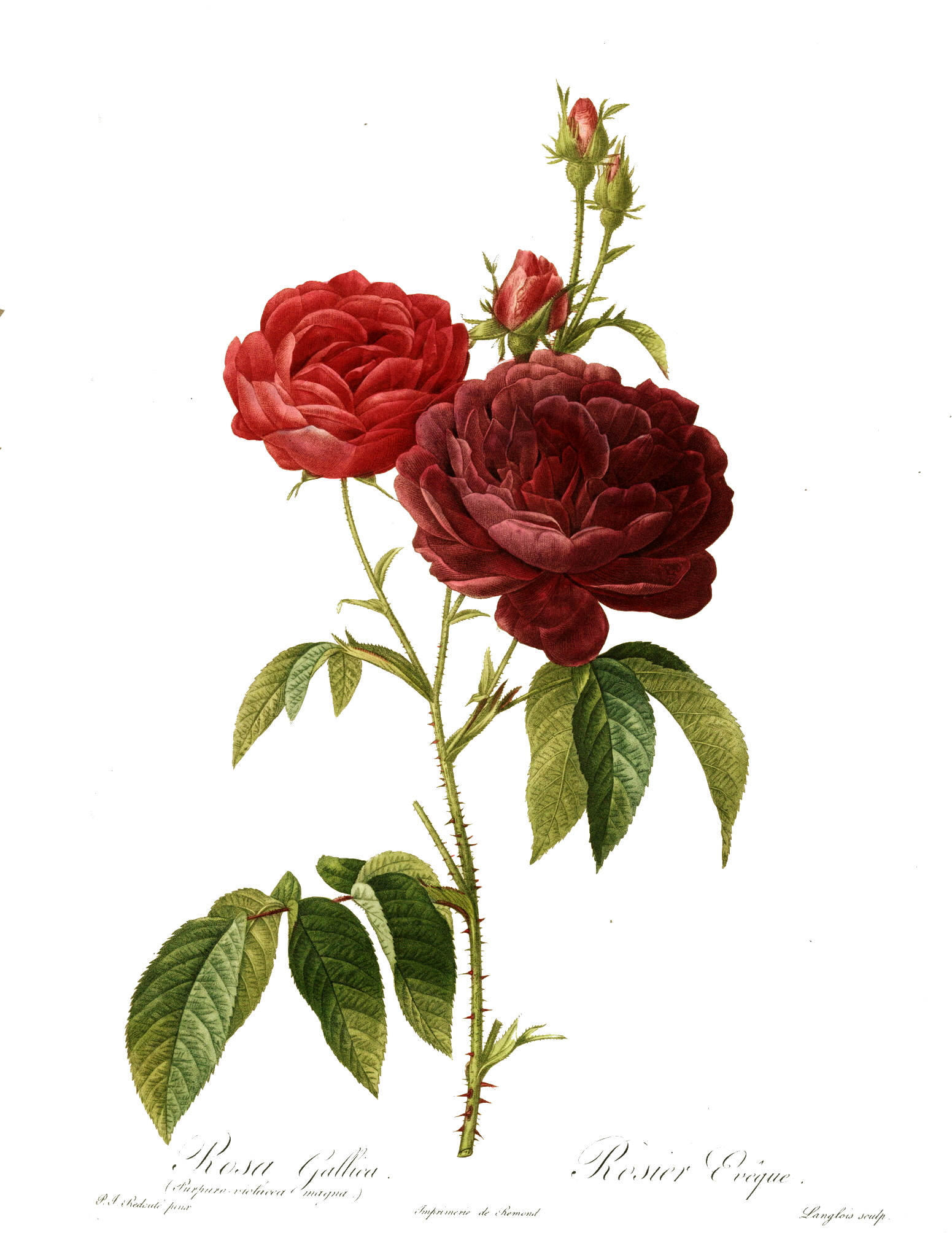
Tekening van een roos door Pierre-Joseph Redouté

Toen Napoleon, om politieke redenen, in 1809 van Joséphine scheidde schonk hij haar Malmaison. Zij kreeg verder een jaargeld van 5 miljoen francs en had nu voldoende financiële middelen om het huis op te knappen.
Door de architecten Charles Percier en Pierre Fontaine werd het landhuis compleet herbouwd. Vooral de Rozentuin van Malmaison, waar alle in die tijd bekende rozen stonden, is tot op de huidige dag befaamd. De schilder Pierre-Joseph Redouté gebruikte de rozen als onderwerp voor zijn schilderijen en Joséphine verdiende er haar eretitel, de Rozenkeizerin, mee.
Josephine kocht alle in de omgeving van Malmaison beschikbare bossen, kastelen en landerijen op en liet haar passie voor de dieren- en plantenwereld de vrije loop. Ze beschikte over een echte menagerie met struisvogels, fazanten, zwarte zwanen, emoe's, gemzen, llamas, een zeehond, en vele soorten apen. Tientallen soorten exotische planten werden aangevoerd tussen 1804 en 1814 om op te groeien in het park of in de kassen. Gezegd wordt dat de Hortensia naar haar dochter werd vernoemd. Heel bijzonder waren haar rozen. Malmaison werd een botanische tuin met grote faam, waaraan kosten noch moeite waren bespaard.
Op Malmaison ontving ze een aantal prominenten, zoals de latere keizers Napoleon III van Frankrijk (haar kleinzoon), tsaren Alexander I en Nicolaas I van Rusland en Frederik Willem III van Pruisen.

## Na Joséphine
Na haar dood in 1814 erfde haar zoon uit haar eerste huwelijk Eugène de Beauharnais Malmaison. Na de Slag bij Waterloo woonde Napoleon van 22 tot 29 juni op Malmaison voordat hij vluchtte naar Rochefort.
De weduwe van Eugène verkocht Malmaison in 1828 aan de Zweedse bankier Jonas Hagerman. In 1842 kwam het huis in bezit van koningin Christina van Spanje, weduwe van Koning Ferdinand VII, die er ging wonen om het vervolgens in 1861 aan Napoléon III, de kleinzoon van Joséphine, te verkopen.
Tijdens en na de Frans-Duitse Oorlog van 1870 werd het gebouw beschadigd, onder meer doordat er soldaten gehuisvest werden. In 1877 verkocht de staat het aan een makelaar die de grond rondom het huis verkavelde en stukjes grond verkocht. In 1896 kocht Daniel Iffla Osiris het kasteel met het dan nog maar 6 ha grote park.
Sinds 1904 is Malmaison eigendom van de Franse staat en is er een museum ter nagedachtenis aan Napoleon (en Joséphine) gehuisvest.